# Murambi (Gatsibo)
Murambi (Kinyarwanda Umurenge wa Murambi) ist einer von 14 Sektoren im Distrikt Gatsibo in der Ostprovinz von Ruanda.

## Geographie
Murambi hat eine Fläche von 59,77 km² und liegt auf einer Höhe von etwa 1550 m. Der Sektor unterteilt sich in die vier Zellen Murambi, Nyamiyaga, Rwankuba und Rwimitereri. Nachbarsektoren sind im Norden Remera, im Nordosten Kiziguro, im Osten Kiramuruzi, im Südosten Munyiginya, im Süden Musha, im Südwesten Fumbwe, im Westen Gasange und im Nordwesten Muhura. An seiner Südseite liegt Murambi am Muhazi-Stausee.

## Bevölkerung
Zur Volkszählung von 2022 betrug die Einwohnerzahl 38.498 Einwohner. Zehn Jahre zuvor waren es 29.032, was einem jährlichen Bevölkerungszuwachs von 2,9 Prozent zwischen 2012 und 2022 entspricht.

## Verkehr
Durch die Südhälfte des Sektors führt vom Muhazi-See kommend die in dem Abschnitt asphaltierte Nationalstraße 23.